# 中国共産党

1996年までの党旗

中国共産党（ちゅうごくきょうさんとう、簡体字中国語: 中国共产党、繁体字中国語: 中國共產黨、拼音: Zhōngguó gòngchǎndǎng、英語: Communist Party of China, Chinese Communist Party、略称：CPC, CCP）は、中華人民共和国の政党。略称は中共（ちゅうきょう）。
事実上の一党独裁であるヘゲモニー政党制の下で中国大陸の唯一の指導政党であり、国内で単に党といえば中国共産党を指す。党首は中国共産党中央委員会総書記である、総書記にある者が中国の事実上の最高指導者となる。

## 略称

中国の地方政権（中華ソビエト共和国）が、一時期、使用していた旗

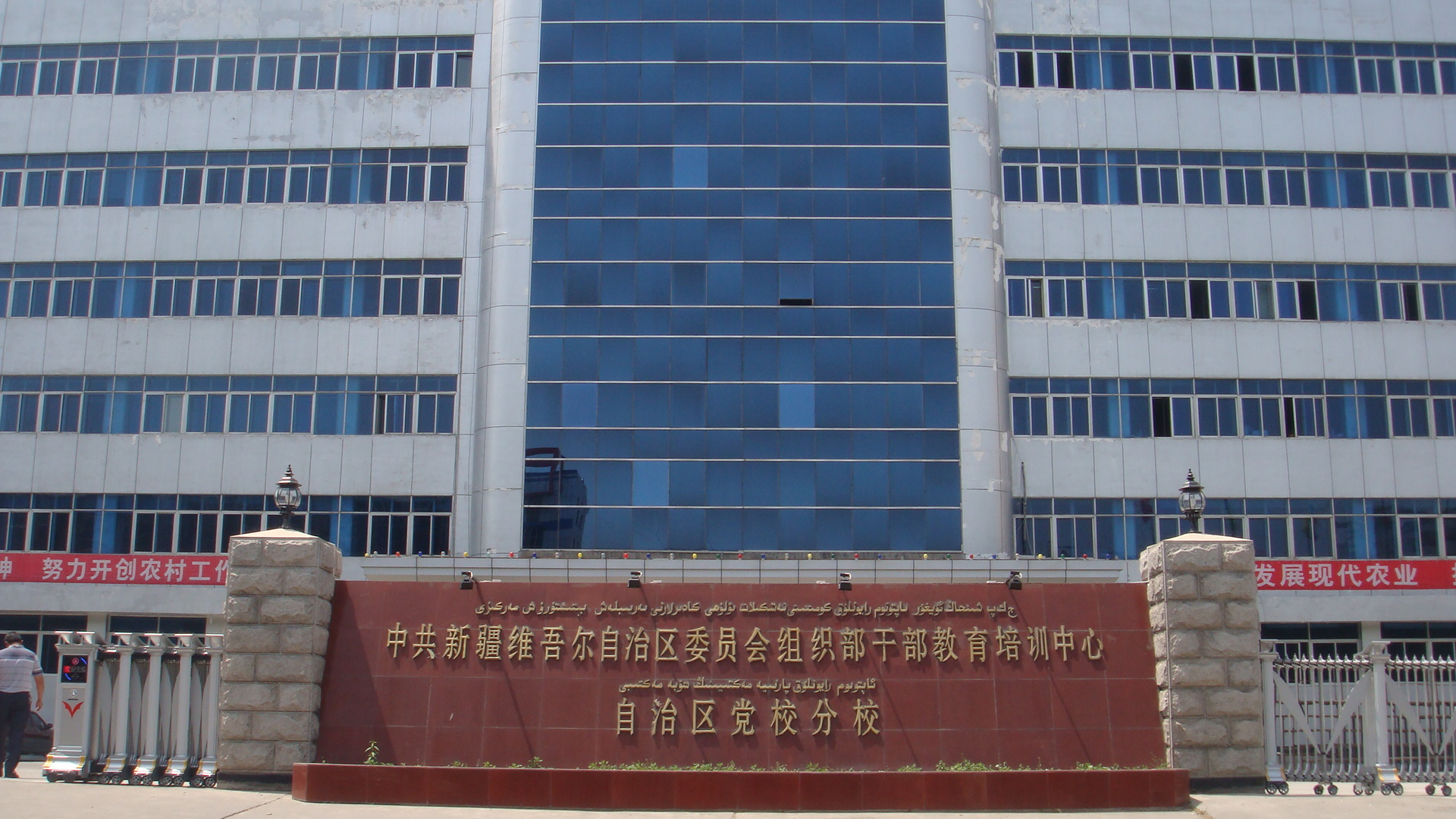
新疆ウイグル自治区にある、共産党幹部を育成する中央党校の分校。学校名の先頭には「中共」が付けられている。

中共の語は中国語においては一般に中国共産党という意味で用いられ、日本語においても新華社など中国共産党系のマスメディアによって常用される。
中共という語はまた、日中国交正常化以前の日本国内で、中華人民共和国を指す言葉として使われた。国共内戦のため中国が分裂し、日本政府が中華人民共和国を国家承認しなかったため、中国大陸のことを中国共産党の略称である中共と呼んだ。この表現は、日本が国家承認する台湾の中華民国（当時多用された略称は「国府」）と大陸側を区別するためにマスコミでも一般に使用されていた。これらの用法は「一つの中国」の観点にそぐわないとして日中国交正常化の際に不使用の申し合わせがあり、以降は報道では使われていない。
なお、かつては日本共産党も新聞報道などで「日共」と呼称されたが、同党に敵対的な右翼や新左翼が批判的な文脈で「日共」と呼称した経緯もあり、日本共産党はこの呼称を侮蔑的であるとして拒んでいる。この件からの敷衍と、上記のかつて大陸地区を指した用法と紛らわしいことから、日中国交正常化以降の日本のメディアでは「中共」の略称はあまり使われない。
中国語における中国共産党への侮蔑表現としては主に台湾で使われた「共匪」があるが、1990年代以降はほとんど用いられていない。

## 概説
2008年までの憲法では序言で中国共産党が各民族人民や多党協力と政治協商制度を指導すると規定されているのみで、ベトナム憲法・キューバ憲法のように共産党が国家を指導するとは直接的な明記はされていなかった。
実質的にはヘゲモニー政党制によって中国に事実上の一党独裁制を敷いているが、2009年に中央政治局常務委員の賈慶林が機関紙の「人民日報」に寄せた『中国の特色ある社会主義路線の上で、中国共産党の指導する多党協力と政治協商制度を不断に整備し、発展させる』によれば、「中国共産党の指導する多党協力と政治協商制度は、西側の二大政党制や多党制のような、一方が政権に就けばもう一方が下野する権力争奪型の政党関係とも、一党制のような権力独占型の政党関係とも異なり、民主的に協議し、互いの心の底まで打ち明けて親しく交わる、斬新な協力型の政党関係なので」あり、「各民主党派と無党派の人々は、中国共産党による指導を自ら進んで受け入れ、中国共産党と親密に協力し、中国の革命・建設・改革事業に共に力を尽くしているのである」と主張されている。
結局2018年に習近平政権での憲法改正により、第1条に「中国共産党の指導は、中国式社会主義の最も本質的な特徴である（中国共产党领导是中国特色社会主义最本质的特征)」と記述され、ベトナム・キューバ・ラオスなどと同様に「党の指導性」が憲法で明確化されるに至った。

## 歴史

### 前史
郭沫若は、福井準造の著書『近世社会主義』（明治32年、1899年）が1913年に中国語に翻訳され、これが中国へのマルクス・エンゲルス思想の初めての紹介になったと述べている。
1915年に中華民国成立後の中国で、民主主義と科学を中心とした新文化の運動の過程として新文化運動（文化の革新運動・文学革命）が始まった。この時にマルクス主義運動が中国に芽生え、後の中国共産党結党へとつながる。
1919年5月4日に中国共産党の先駆団体である「マルクス主義研究会」は、反政府・反日・反帝運動である5・4運動に参加した。

### 結成

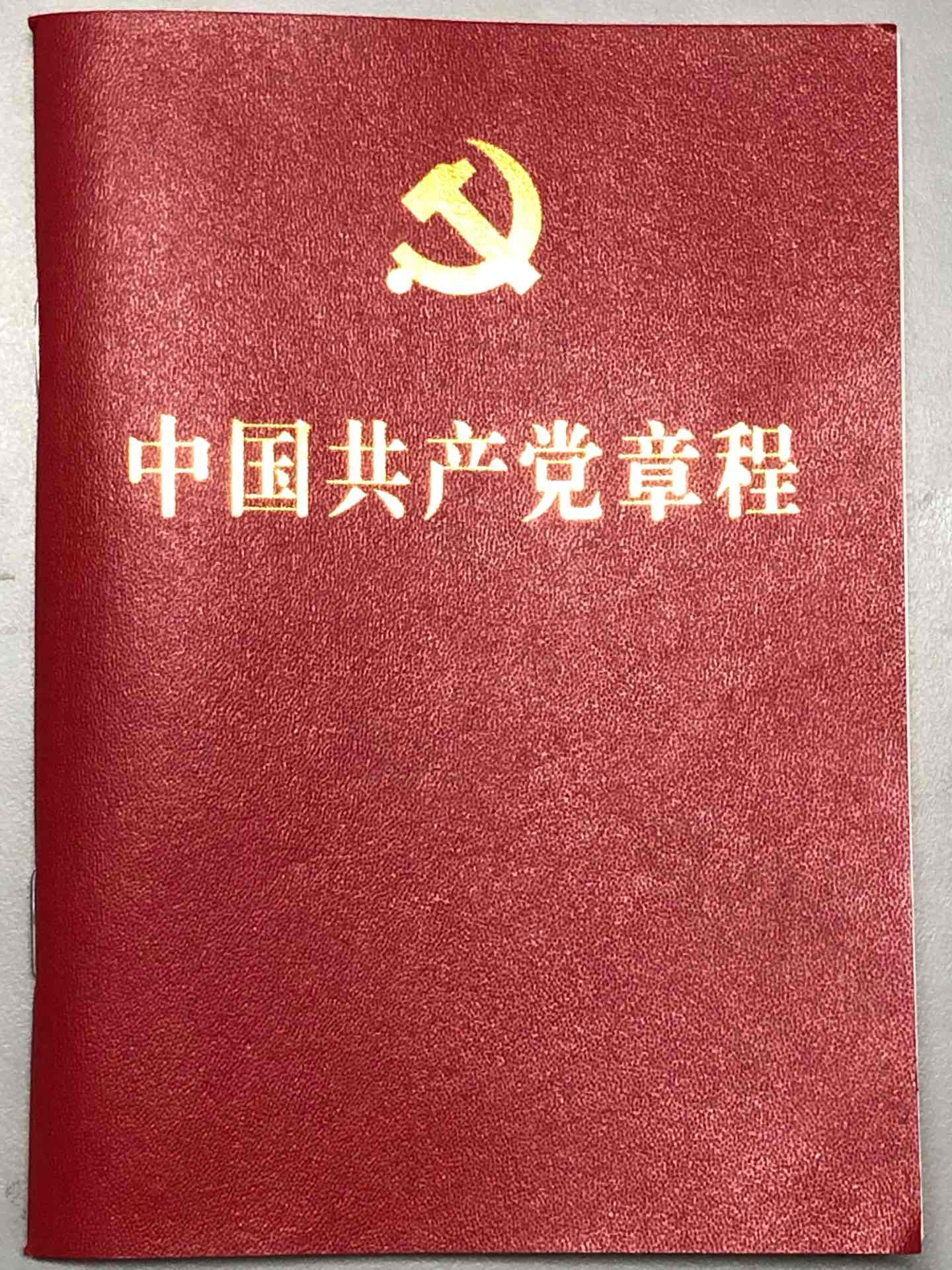
中国共産党章程（2017年版）

1921年7月、コミンテルン（国際共産主義組織）の主導により北京大学文科長の陳独秀や北京大学図書館長の李大釗、元北京大学図書館司書の毛沢東らが各地で結成していた共産主義組織を糾合する形で、日本の東京帝国大学（現在の東京大学）への留学から帰国した李漢俊の上海の自宅にて第1次全国代表大会（第1回党大会）を開催したが、最終日前日に密告によりフランス租界警察の捜索を受けたため、最終日（7月31日）は浙江省嘉興市の南湖に浮かぶ船上で行われた。
一般に創立党員は57人とされるが、57人の名前が明確に示された文献は無く、本当に57人であるかは定かではない。結成時に上海に集まった党員は13人であるとする説もあるが、公式記録では12人とされている。また、顧問としてオランダ共産党政治局員が招聘されている。なお創立党員で中華人民共和国の建国まで生き残り、なおかつ死ぬまで「中国共産党」内での名誉を保ち続けた者は毛沢東と董必武のみとされる。

### コミンテルン指導下
中華民国の統治期にコミンテルンの代表者であるマーリン（ヘンドリクス・スネーフリート）の指導により中国国民党と第一次国共合作を結び、陳独秀も毛沢東も中国国民党の党員となるも、その後、1927年の蔣介石による4・12クーデター（上海クーデター）および同年7月の武漢政府からの共産党退出により国共分裂で敵対することとなった。一方で、ソ連でのスターリン派とトロツキー派の抗争が中国共産党にも飛び火し、トロツキー派のレッテルを貼られた陳独秀は、第一次国共合作を主導したとして責任を問われて失脚する（左翼反対派）。代わって選出されたのが瞿秋白であり、ロミナーゼ・ウィッサリオンやノイマン・ハインツの指導により広州起義を起こすが失敗し、妄動主義による失敗として批判され失脚する。代わって選出されたのが向忠発であるが、実権はプロフィンテルンと連絡を取る李立三が握っていた。ソ連側は「国民政府の軍隊内に、共産党の細胞を植付け、其戦闘力を弱めることが最も必要」だとしていた。
結党当初はコミンテルンの指導が強く、またソビエト連邦への留学生が党の中心勢力であった。コミンテルンは広大な農村社会を抱える中国の特殊性を理解せず、大都市の労働者による武装蜂起を中国革命の基本路線と考えた。当時の党指導部はコミンテルンの指導に忠実に従っただけだが、建国後以降の党は、当時の指導部に対して第一次国共合作期はその関係に固執しすぎたとし、また国共分裂後の初期の暴動路線に対して極左冒険主義に走りすぎ失敗を犯したとの評価をしている。中国共産党は数多くの都市暴動を画策したが、中華民国南京政府の軍隊による度重なる鎮圧により、十分な抵抗勢力とはなりえなかった。
このような中で毛沢東は一農村に拠点を置いて活動していた。そうした農民を対象とした社会主義化の動きは、それまでのマルクス主義やレーニン主義のように労働者階級を中心とするものとは異なっていた。当時の中国の人口の圧倒的多数を占めるのは農民であり、農民の支持なくして革命の実現はありえないと毛沢東は考えた。中華民国南京政府の軍隊、警察の捜索の及ばない省境界の山地を根拠地とした毛沢東らは「有土必豪無紳不劣 (土地を有するは必ず横暴で、紳の劣らぬこと無し)」として、小作人を扇動したため、小作人は解雇され共匪となった。
1930年6月、中国共産党は直ちに武装蜂起し、1省又は数省の重要省区の首先的勝利を目指す李立三コースを取る。1931年に毛沢東らは江西省瑞金において「中華ソビエト共和国臨時政府」を樹立した。
なおコミンテルンからの資金の授受は、上海にあるドイツ商の禪臣洋行を介して行われていると目されていた。

### 日中戦争期
日中戦争（支那事変）前に上海に設立されたプロフィンテルンのアジア太平洋支部である太平洋労働組合書記局書記のイレール・ヌーランが逮捕されるヌーラン事件が起き、中国国民党により向忠発が銃殺されて共産党幹部の逮捕が続くと、李立三コースを批判していたコミンテルン極東局を中心とするパーベル・ミフ派の勢力が強くなった。共産党軍は国民党軍の包囲攻撃に抵抗することができず、1934年に瑞金の中央根拠地を放棄して逃避行を始めた（後に長征と称される）。その過程の1935年に開催された遵義会議において毛沢東の指導権が確立したと言われる。逃避行は奥地でソ連に近い陝西省延安に拠点を構えることで終わった。
1933年5月、ソ連のトロツキストと繋がりを持つとされる元ドイツ参謀のハンス・フォン・ゼークトが中華民国の軍事顧問となった。1934年12月、日本人を中心に運営されていた満洲国は、元白軍司令官のグリゴリー・セミョーノフの参加する反ソ組織の白系露人事務局を設立し、1935年3月にソ連より中東鉄道およびその付属地を買収した（北満鉄道讓渡協定）。1935年5月2日、ゼークトの提案に基づき中華民国秘密警察の藍衣社が親日要人へのテロ事件を起こしたため日本は抗議し、1935年6月27日に日本と中華民国は梅津・何応欽協定を結び、その協定の中でソ連の偵察所であった張家口の徳華洋行の妨害工作を企てた。それらに対し、ソ連は、1935年7月から8月にかけてモスクワで第7回コミンテルン世界大会を行い、コミンテルンは日本やドイツ等を共産化の主な攻撃目標に定めた。中国共産党代表団（ミフ派）は国共合作を呼びかける八・一宣言を行い、1936年の西安事件（西安事変）・1937年の盧溝橋事件・中ソ不可侵条約を経て、国民党とのいわゆる第二次国共合作を成立させた。日中戦争の際は八路軍などを編成して、華北を中心とした解放区を拠点に日本軍との正面衝突は避けて力を温存させた。また蔣介石を通して、ソ連との不可侵条約締結などで反共から容共化に変えさせた。
ソ連において1934年から続く内務人民委員部により、イギリス・ドイツ・日本と関係を結んだ右翼＝トロツキスト・ブロック、資本主義の復活を企む右翼の社会革命党（エス・エル党）および革命的祖国敗北主義により再共産主義革命を企むトロツキストが組んだものとされた人民がソ連共産党書記長ヨシフ・スターリンによる恐怖政治で大粛清されるなか、太平洋労働組合書記局はウラジオストクでプロフィンテルンの巻き返しを図るが、1937年にプロフィンテルンが解散となる。1936年、パーベル・ミフは、『中國共産黨 英勇奮鬪的十五年』を出版するが、1938年7月、КРТОへ参加したとしてソ連の内務人民委員部に処刑される。1940年8月にはトロツキーも暗殺された。
1940年10月から始まるナチ党とアドルフ・ヒトラー総統率いるナチス・ドイツのモスクワ侵攻に対し、アメリカの民主党フランクリン・ルーズベルト政権はソ連の支援を始めた。更に、アメリカ政府は独ソ戦におけるソ連軍への支援の際に、ソ連政府に対して「極東の安全は英米が守るのでソ連極東軍を西部のドイツ戦線に移動すべし」と主張していたほか、1941年7月20日にアメリカ政府による支援が内戦に使用されることは許容できないとして、中国国民党に中国共産党との和平を促す声明を発表した。1942年より、毛沢東は整風運動を行い、ミフ派を中心とするコミンテルンの影響を排除した。戦時下の1943年、コミンテルンが解散となる。
1945年、第7回党大会で毛沢東思想が党規約に指導理念として加えられ、6月19日の第7期1中全会において、毛沢東は党の最高職である中央委員会主席に就任した。

### 国共内戦
1945年、日本が第二次世界大戦で敗北し、セミョーノフが捕らえられて中国国内の日本軍隊が全面降伏すると、それまでの国民党との妥協的態度から、ソ連の後押しで国民政府打倒共産党政権設立に動いた。内戦を回避したいアメリカ等の意向もあり、毛沢東と蔣介石の会談による双十協定などでの妥協が図られたが、結局は国共内戦に突入した。
満洲を占領したソ連の後押しにより東北から南下して国民党軍を圧倒し、最終的に国民政府を打倒して1949年10月1日に中華人民共和国を建国した。国民政府は根拠地を台湾（中華民国政府）へ移転した。

### 内戦でのアメリカの傍観への疑義
1945年12月、アメリカの元陸軍参謀総長ジョージ・マーシャルは大統領のハリー・トルーマンから中国における全権特使に任命され、13ヶ月中国に滞在したが、ソ連とアメリカで世界分割を行う密約を行っていた外交問題評議会(CFR)、太平洋問題調査会(IPR)の勢力に組した彼は「内戦において本来劣勢であった共産党が優勢となるような行動を意図的に取った」という主張があり、下記の点が指摘されている。この疑惑は、後にアメリカ政界でジョセフ・マッカーシー議員によるマッカーシズム（赤狩り）にまで発展した。
- マーシャルは、国民党が有利な状況となると蔣介石に圧力をかけて再三停戦命令を出させ、国民党の優勢がピークとなった1946年末に、無条件の即時停戦命令まで下した。
- マーシャルは中国での武器や弾薬の通商禁止措置を実施したが、それにより国民党が弱体化する状況で、ソ連が旧日本軍が満洲地域に残した物資やアメリカからの援助物資を共産党に横流しするのは全く黙認した。
- 1948年3月、アメリカ議会が国民党に対して2億7500万ドルの経済支援と1億2500万ドルの緊急軍事支援を議決したが、マーシャルと国務省の親中国派（=世界分割派）は、同年11月まで実施を意図的に遅延させた。この間に国民党軍の敗北が決定的となった。
- 国務省官僚を含む太平洋問題調査会（IPR）は、アメリカ国内で積極的な中国共産党擁護プロパガンダを展開した（IPRはマッカーシズムで攻撃され解散した）。

### 中華人民共和国の建国
1949年10月1日、中華人民共和国の建国が北京で宣言された。中華人民共和国の建国によって政権政党となった中国共産党は朝鮮戦争での軍事介入やアジア・アフリカ会議への参加など積極的な外交活動を行った。特に第三世界の左派においては、毛沢東主義に基づく思想が大きな存在感を発揮した。
当初、ソ連をモデルとして社会主義建設が始まったものの、1956年のフルシチョフによるスターリン批判以降はソビエト連邦共産党との関係が悪化し、1960年からは公開論争にまで発展し（中ソ論争）、武力衝突までに至った。

### 文化大革命
1950年代後半より毛沢東は国力でアメリカ・イギリスを追い抜くことを目指し大躍進政策を行うも悲惨な失敗に終わり（中華人民共和国大飢饉）、毛沢東は唯一の自己批判を行って一度は政治の表舞台から姿を消すも、密かに復権を画策した毛沢東が紅衛兵を操り、1966年に発動した文化大革命でその混乱は極に達した。
毛沢東批判さえしなければ共産党ですら批判してもよいということになり、これまで政治的な発言が制限されてきた民衆の欝憤が一気に爆発した。全国各地に張り巡らされていた既存の党委員会は解体され、代わって革命委員会が設立されるようになる。
大躍進政策の失敗後、経済の調整に取り組んできた国家主席の劉少奇は毛沢東から打倒すべき筆頭とみなされ、失脚の後に獄死した。鄧小平も失脚し、地方で労役に従事させられた（1973年に復帰）。
また、1971年に毛沢東の後継者と第9回党大会で指名された林彪およびその側近は毛沢東暗殺を画策するも失敗し、飛行機でソ連へ逃亡途中にモンゴルで墜落死した（林彪事件）。
共産党内部における抗争を制した毛沢東は、ソ連との敵対関係（ダマンスキー島事件を参照）をより差し迫った脅威であると認識し1971年にアルバニア決議の国際連合に加盟して国際社会に参加し、1972年にアメリカ合衆国大統領リチャード・ニクソンの中華人民共和国訪問や、日本との国交回復を実現するなどの外交政策の大転換を行った。
1976年に毛沢東が死去すると文化大革命推進派は力を失い、毛沢東の妻の江青など文革派の四人組は逮捕され、華国鋒体制が成立し、1977年に文革の終結が宣言された。

### 改革開放路線
1978年12月の第11期3中全会では、最終的に文革期の失脚から返り咲いた鄧小平の指導体制が確立し、それまでの革命路線から改革開放・現代化路線へと大きく転換した。1981年に文化大革命を完全に否定し、毛沢東の誤りを一部認めた（「建国以来の党の若干の歴史問題についての決議」）。
改革開放の流れの中で党の指導体制は改革派と保守派に分れ、1980年代後半からは党機構と行政機構の分離も盛んに議論されるようになったが、1989年に起きた天安門事件後は保守派が息を吹き返し、党の独裁指導体制が再び強化された（趙紫陽がこの事件で失脚した）。しかし、それによってこれまで続いてきた経済成長がスピードダウン、1992年冬に行われた南巡講話の中で鄧小平は「改革開放を加速せよ」と指示を出し、同年10月の第14回大会では社会主義市場経済が打ち出された。
鄧小平の死後、1997年9月の第15回党大会では、鄧小平理論を指導思想と確立し、社会主義の初級段階における党の路線が確立されると同時に、名実ともに江沢民時代に入った。

### 21世紀初頭から現在
2002年11月の第16回党大会では、江沢民が提唱した私営企業家の入党をも認める「三つの代表」思想が規約に明記されると共に、江沢民から胡錦濤体制へと移行し、第3世代から第4世代への世代交代が初めて平和的に（混乱を伴う権力闘争なしに）実現した。2004年9月に江沢民が最後まで残していた党中央軍事委員会主席の地位も胡錦濤に移り、少なくとも公式には胡温体制への転換が完了した。2012年に習李体制に交代した。
2020年までにGDPを2000年の4倍とし、「全面建設小康社会（いくらかゆとりのある社会を全面的に建設する）」という目標を打ち出しているが、政治の民主化を拒んで一党独裁体制を継続していけるかが注目されている。2017年に「党組織」は国有企業に9割かつ私営企業でも5割超に存在し、外資系企業にも7割近く党組織が設立されており、共産党による企業統制が強化されている。
2017年10月の第19回全国代表大会では、個人の名を冠した思想は毛沢東・鄧小平以来とされる「習近平による新時代の中国の特色ある社会主義思想（習近平思想）」がマルクス・レーニン主義、毛沢東思想、鄧小平理論、三つの代表、科学的発展観に続く6番目の党の「指導思想（行動指南）」として党規約に盛り込まれた。また、習近平が唱えてきた一帯一路、中国の夢、人類運命共同体、四つの全面、四つの意識、党領導一切、「強国」、「強軍」といったフレーズなども党規約に明記された。
2022年の第二十次中央委員会第一次全体会議で、習近平が中国共産党中央委員会総書記に3期連続で選出された。

## 沿革

### 中華民国時代
- 1920年:上海にてコミンテルンの指導により中国共産党結党組織を設立。
- 1921年:第1回共産党大会開催。
- 1922年:レーニンのコミンテルンに正式加入。
- 1924年-1927年:第1次国共合作
- 1927年:国共合作決裂、第1次国共内戦。
- 1931年:中華ソビエト共和国設立。
- 1934年:長征
- 1937年-1945年:延安本拠地時期、第2次国共合作。
- 1945年:日中戦争終戦。
- 1946年:第2次国共内戦
- 1948年:北京陥落。
- 1949年:南京陥落。

### 中華人民共和国時代
- 1949年:中華人民共和国を樹立。
- 1950年:朝鮮戦争介入
- 1950年-1951年:新民主主義論に基づいたプロレタリア独裁の開始と反革命分子への人民裁判。
- 1951年-1952年:思想改造運動・三反五反運動
- 1957年:反右派闘争
- 1958年:大躍進
- 1963年:四清運動
- 1966年-1976年:文化大革命
- 1976年:毛沢東死去。
- 1978年:鄧小平改革開放、四つの近代化。
- 1989年:天安門事件勃発。
- 1992年:南巡講話・中国の特色ある社会主義
- 1997年:鄧小平死去、香港返還。
- 2002年:資本家たちの入党を許可。
- 2005年:「反分裂国家法」可決。
- 2008年:北京オリンピック開催。
- 2010年:中国の総GDPが2位に上昇。
- 2013年:習近平政権
- 2015年:国共内戦以来初の中台首脳会談。
- 2018年:習近平政権継続、任期制限を撤廃。
- 2019年:逃亡犯条例改正案の決裂。
- 2020年:「香港国家安全維持法」可決。
- 2021年:結党100周年を迎える。

## 理念
中国共産党は党における最終目標と最高の理想を「共産主義の実現」としている。よって、中華人民共和国は現在共産主義を実現するための初級段階として社会主義を行っている。
社会主義は共産主義の初級段階であるため、中華人民共和国の政権政党としては党規約に基づいて国防・科学・工業・農業技術の現代化を実現し、国を富ませ強くし、民主的かつ文明的な国を建設することで共産主義の実現を目指している。

## 思想
2017年10月現在は指導思想としてマルクス・レーニン主義（マルクス主義）、毛沢東思想、鄧小平理論、江沢民が提唱した思想理論「三つの代表」思想と胡錦濤が提出した「科学的発展観」、さらに、習近平が提唱した「習近平による新時代の中国の特色ある社会主義思想（習近平思想）」を掲げている。
宗教は否定的で、党員は宗教を信仰してはならない上に宗教活動に参加することもできない。文化大革命当時は「宗教はアヘンである」というマルクスの言葉に忠実な紅衛兵によって聖職者は弾圧され、宗教施設は破壊行為により甚大な被害を受けた。革命終了後に民族間関係の緊張を危惧した共産党は、宗教政策の修正・一定程度の宗教活動の保障・宗教施設の修復を実施するようになった。共産党はこれをもって「信仰の自由が保障されている」と主張しているが、カルト教団と見なしている法輪功からの批判に晒されている他に「民族分裂主義者」として厳しく糾弾するダライ・ラマの写真を掲げることを禁止したり、メッカ巡礼も自由に行えない、キリスト教は党が公認した教会以外は迫害を受けるなど、宗教に対する締め付けは残存しており、あくまでも当局の管理下においてしか宗教活動は行えない。
また、2016年2月4日に国務院が「幹部党員は引退後も宗教を信仰してはならない」とする新規定を発表した。

## 組織

### 機構
党の最高指導機関は5年に1度開催される全国代表大会（党大会）である。閉会期間中は大会で選出された中央委員会（毎年少なくとも1回開催）がこれを代行する。中央委員会全体会議は中央政治局委員・中央政治局常務委員・中央委員会総書記を選出し、中央書記処メンバーを選出する。
中央政治局と中央政治局常務委員会は党の最高意思決定機関であり、中央委員会総会の閉会期間に中央委員会の職権を行使する。総書記が中央政治局会議と中央政治局常務委員会会議を招集する。現在（第19期1中全会選出）の政治局委員は25人である。そのうち政治局常務委員は習近平（総書記）・李克強・栗戦書・汪洋・王滬寧・趙楽際・韓正の7人で党の最高指導部を形成している。毛沢東時代に合議制が形骸化し、毛沢東の恣意的な決定が頻繁になされた。鄧小平時代になってもこうした傾向は継続したが、2015年現在では改められている。
中央書記処は、中央政治局と中央政治局常務委員会の事務処理機関である。総書記が中央書記処の活動を主宰し、2019年1月現在では第19期中央書記処の書記は王滬寧ら7人である。
党中央軍事委員会は国家中央軍事委員会と一体となって中国人民解放軍を指揮する軍事の最高機関。事実上軍は党が指導する軍隊である。2004年9月以降の委員は11人で、そのうち主席は習近平・副主席は許其亮・張又侠の2人である。
中央規律検査委員会は、党の規律検査を担当する機関。委員は全国代表大会で選出される。書記は趙楽際。
党の直属機関として組織部・宣伝部・統一戦線工作部・対外連絡部・弁公庁・政法委員会・政策研究室・台湾工作弁公室・中央党学校・人民日報社など20の機関が設置されている。党の地方組織は地方各級ごとに代表大会・党委員会・常務委員会・書記などが置かれている。中央と同じく任期は5年である。

### 党員
中国共産党員は中国社会のエリートであり、行政・立法・司法・軍・大衆組織など社会のあらゆる部門に末端組織である党組を設けて指導している。共産党員になるために厳格な審査があり、一般国民誰しもが簡単になれるわけではない。1つの途としては、学校で学業優秀だったり芸に秀でるなどして、選抜されて共産党青年団メンバーになり、その活動結果と党員の推薦により党員になれる途があり、特に理系の学生の入党を重視しているとされる。
2024年時点での党員数は約1億27万人であり、長らく世界で最も党員数の多い政党だったが、2015年にインド人民党（党員数1億1000万人）に追い抜かれ、現在は世界で2番目に党員数の多い政党である。
党中央組織部が2025年6月30日に発表した数字によると、2024年末現在の党員数は1億27万1000人に上り、2023年年末時点より1.1%増加したと発表した。

## 歴代国家最高指導者
第一世代       元老体制       江・李・朱体制       胡温体制       習李体制       習体制
| 代次 | 姓名   | 肖像   | 統治期間                        | 日数         | 指導思想     | 党首          | 最高指揮官         | 国家元首                  | 国家副元首                               | 首相                  | 所属中国共産党派閥 |
| 代次 | 姓名   | 肖像   | 統治期間                        | 日数         | 指導思想     | 党主席➝総書記 | 中央軍事委員会主席 | 中央人民政府主席➝国家主席 | 中央人民政府副主席➝国家副主席            | 政務院総理➝国務院総理 | 所属中国共産党派閥 |
| ---- | ------ | ------ | ------------------------------- | ------------ | ------------ | ------------- | ------------------ | ------------------------- | ---------------------------------------- | --------------------- | ------------------ |
| 1    | 毛沢東 |        | 1949年10月1日 - 1976年9月9日    | 26年 + 344日 | 毛沢東思想   | 毛沢東        | 毛沢東             | 毛沢東                    | 朱徳、劉少奇、宋慶齢、李済深、張瀾、高崗 | 周恩来                | 第一世代           |
| 1    | 毛沢東 | 朱徳   | 1949年10月1日 - 1976年9月9日    | 26年 + 344日 | 毛沢東思想   | 毛沢東        | 毛沢東             | 毛沢東                    |                                          | 周恩来                | 第一世代           |
| 1    | 毛沢東 | 劉少奇 | 1949年10月1日 - 1976年9月9日    | 26年 + 344日 | 毛沢東思想   | 毛沢東        | 毛沢東             | 宋慶齢、董必武            | 華国鋒                                   |                       | 第一世代           |
| 1    | 毛沢東 | 空席   | 1949年10月1日 - 1976年9月9日    | 26年 + 344日 | 毛沢東思想   | 毛沢東        | 毛沢東             |                           | 華国鋒                                   |                       | 第一世代           |
| ＊   | 華国鋒 |        | 1976年10月7日 - 1978年12月22日  | 2年 + 76日   | 毛沢東思想   | 華国鋒        | 華国鋒             | 華国鋒                    |                                          |                       | 第一世代           |
| 2    | 鄧小平 |        | 1978年12月22日 - 1989年11月9日  | 10年 + 322日 | 鄧小平理論   | 胡耀邦        | 鄧小平             | 李先念                    | ウランフ                                 | 趙紫陽                | 八大元老           |
| 2    | 鄧小平 | 趙紫陽 | 1978年12月22日 - 1989年11月9日  | 10年 + 322日 | 鄧小平理論   |               | 鄧小平             | 李先念                    | ウランフ                                 | 趙紫陽                | 八大元老           |
| 2    | 鄧小平 | 李鵬   | 1978年12月22日 - 1989年11月9日  | 10年 + 322日 | 鄧小平理論   |               | 鄧小平             | 李先念                    | ウランフ                                 |                       | 八大元老           |
| 2    | 鄧小平 | 楊尚昆 | 1978年12月22日 - 1989年11月9日  | 10年 + 322日 | 鄧小平理論   | 王震          | 鄧小平             |                           |                                          |                       | 八大元老           |
| 2    | 鄧小平 | 楊尚昆 | 1978年12月22日 - 1989年11月9日  | 10年 + 322日 | 鄧小平理論   | 王震          | 鄧小平             | 江沢民                    |                                          |                       | 八大元老           |
| 3    | 江沢民 |        | 1989年11月9日 - 2002年11月15日  | 13年 + 6日   | 三つの代表   | 江沢民        | 江沢民             | 江沢民                    | 栄毅仁                                   | 李鵬                  | 上海幇             |
| 3    | 江沢民 | 胡錦濤 | 1989年11月9日 - 2002年11月15日  | 13年 + 6日   | 三つの代表   | 江沢民        | 江沢民             | 江沢民                    | 朱鎔基                                   |                       | 上海幇             |
| 4    | 胡錦濤 |        | 2002年11月15日 - 2012年11月15日 | 10年 + 0日   | 科学的発展観 | 胡錦濤        | 胡錦濤             | 胡錦濤                    | 曽慶紅                                   | 温家宝                | 団派               |
| 4    | 胡錦濤 | 習近平 | 2002年11月15日 - 2012年11月15日 | 10年 + 0日   | 科学的発展観 | 胡錦濤        | 胡錦濤             | 胡錦濤                    |                                          | 温家宝                | 団派               |
| 5    | 習近平 | 習近平 | 2012年11月15日 -                | 12年 + 273日 | 習近平思想   | 習近平        | 習近平             | 習近平                    | 李源潮                                   | 李克強                | 習派               |
| 5    | 習近平 | 習近平 | 2012年11月15日 -                | 12年 + 273日 | 習近平思想   | 習近平        | 習近平             | 習近平                    | 王岐山                                   | 李克強                | 習派               |
| 5    | 習近平 | 習近平 | 2012年11月15日 -                | 12年 + 273日 | 習近平思想   | 習近平        | 習近平             | 習近平                    | 韓正                                     | 李強                  | 習派               |

## 歴代党首
| 代                                               | 姓名                                             | 肖像                                             | 在任期間                                         | 在任期間                                                                              | 在任中の出来事                                                                          |
| 代                                               | 姓名                                             | 肖像                                             | 就任                                             | 退任                                                                                  | 在任中の出来事                                                                          |
| 中央局書記➝中央執行委員会委員長➝中央委員会総書記 | 中央局書記➝中央執行委員会委員長➝中央委員会総書記 | 中央局書記➝中央執行委員会委員長➝中央委員会総書記 | 中央局書記➝中央執行委員会委員長➝中央委員会総書記 | 中央局書記➝中央執行委員会委員長➝中央委員会総書記                                      | 中央局書記➝中央執行委員会委員長➝中央委員会総書記                                        |
| ------------------------------------------------ | ------------------------------------------------ | ------------------------------------------------ | ------------------------------------------------ | ------------------------------------------------------------------------------------- | --------------------------------------------------------------------------------------- |
| 1                                                | 陳独秀                                           |                                                  | 1921年7月31日                                    | 1927年8月7日                                                                          |                                                                                         |
| 2                                                | 向忠発                                           |                                                  | 1928年7月19日                                    | 1931年6月22日 （死亡）                                                                |                                                                                         |
| 3                                                | 博古                                             |                                                  | 1934年1月15日                                    | 1935年1月25日                                                                         |                                                                                         |
| 中央政治局主席➝中央委員会主席                    |                                                  |                                                  |                                                  |                                                                                       |                                                                                         |
| 4                                                | 毛沢東                                           |                                                  | 1926年7月6日                                     | 1927年3月11日                                                                         |                                                                                         |
| 4                                                | 毛沢東                                           | 1945年6月19日                                    | 1976年9月9日 （死亡）                            | 1949年10月1日に中国大陸で、中華人民共和国の建国を宣言した。1966年に文化大革命を発動。 |                                                                                         |
| 5                                                | 華国鋒                                           |                                                  | 1976年10月7日                                    | 1981年6月29日                                                                         | 1978年12月に行われた第11期3中全会で、中国共産党のトップとしての実権を鄧小平に奪われた。 |
| 6                                                | 胡耀邦                                           |                                                  | 1981年6月29日                                    | 1982年9月12日                                                                         | 第11期3中全会において鄧小平の実権掌握に貢献した。                                       |
| 中国共産党中央委員会総書記                       |                                                  |                                                  |                                                  |                                                                                       |                                                                                         |
| 6                                                | 胡耀邦                                           |                                                  | 1982年9月12日                                    | 1987年1月16日                                                                         | 1981年の建国以来の党の若干の歴史問題についての決議。                                    |
| 7                                                | 趙紫陽                                           |                                                  | 1987年1月16日                                    | 1989年6月23日                                                                         | 1989年6月4日、六四天安門事件。                                                          |
| 8                                                | 江沢民                                           |                                                  | 1989年6月24日                                    | 2002年11月15日                                                                        | 1997年香港返還、1999年マカオ返還。 2001年11月には中国の世界貿易機関への加盟を実現した。 |
| 9                                                | 胡錦濤                                           |                                                  | 2002年11月15日                                   | 2012年11月15日                                                                        | 2003年神舟5号の有人宇宙飛行を実現し。 2008年北京五輪・2010年上海国際博覧会。            |
| 10                                               | 習近平                                           |                                                  | 2012年11月15日                                   | 現職                                                                                  | 新冷戦・米中貿易戦争。 新型コロナウイルス感染症。 2022年北京オリンピック。              |

## 派閥
派閥名は通称。

### 初期
- トロツキー派 - 北京大学関係者中心の派閥。陳独秀[64]、譚平山、李大釗などが居り、初期の中国共産党を指導した。スターリン派にトロツキストであると批判された。

### 留学期
- 瞿秋白派[65]
- 勤労者共産大学(クートヴェ)留学経験者中心の派閥。レーニン時代のソ連を経験している。その時代のソ連ではスターリン時代ほど討論への制限は存在していなかった[66]。党内の極左冒険主義分子を抑制できず、失脚して妄動主義と批判された。
- 周恩来派[65] - 南昌蜂起を起こした。南昌蜂起の参加者は、ドイツ滞在経験者の周恩来および朱徳、南昌蜂起失敗後ドイツに亡命した葉挺、当時中国国民党左派であった賀竜など。
- 李立三派[65] - （極左冒険主義のひとつとされ、都市での武装蜂起を重視する）李立三コースを行った。李立三、羅章龍、王克全など[67]。
- 調和派[68] - 項英、何夢雄、羅章龍など[68]。
- スターリン派[65] - 陳紹禹 (王明)、秦邦憲、張聞天など[69]。
  - ミフ派[65] - モスクワ中山大学留学経験者中心の派閥。陳紹禹 (王明)、沈澤民（中国語版）など[68]。李立三コースを批判した[68]。
- 毛沢東派[65] - 李立三コースを批判し、根拠地建設を訴えた。アメリカが中国国民党との和平を求めると[43]、整風運動を行いコミンテルンの影響を排除した。毛沢東、張聞天など。

#### その他の分類法
- 国際派[70]
- 民族派[70]
- 湖南派[70]
- 留仏派[70] - フランス滞在者中心の派閥。李立三、李維漢、周恩来、蔡暢など。
- 留ソ派[70]

### 文化大革命期
- 走資派
- 文革派

### 現在
- 習近平派（太子党）
  - 陝西幇
  - 旧識
  - 閩江旧部
  - 之江新軍
  - 浦江旧部
  - 南京系
  - 陝軍
- 胡錦濤派（団派）
- 江沢民派（上海幇）

指導部は団派、上海幇、太子党、陝西幇などの派閥がある。ロイター通信のデータベース「コネクティッド・チャイナ」によれば、左記の派閥のほかに清華系がある。

## 全国代表大会・中央委員会全体会議

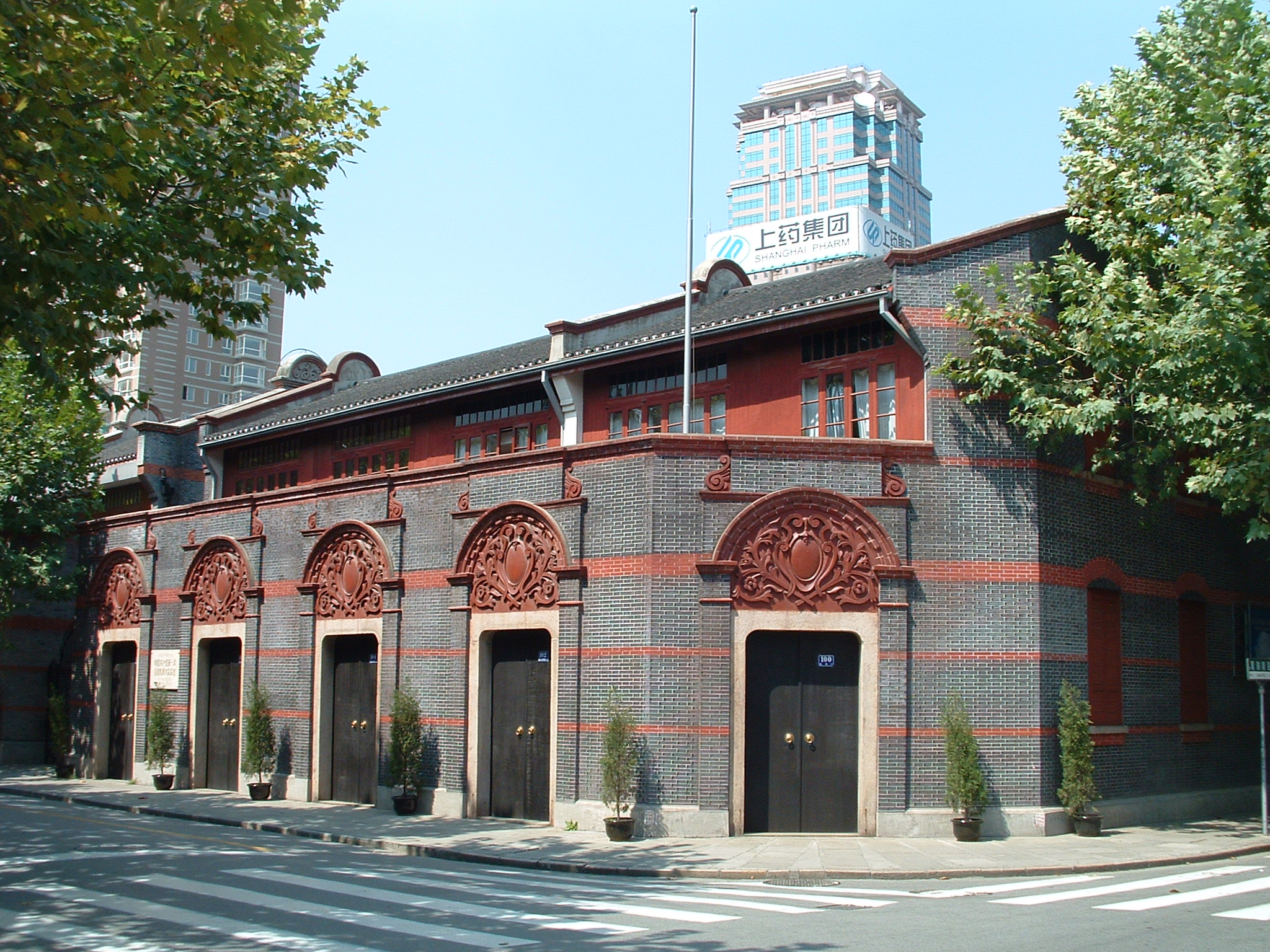
中国共産党一大会議会場（上海）

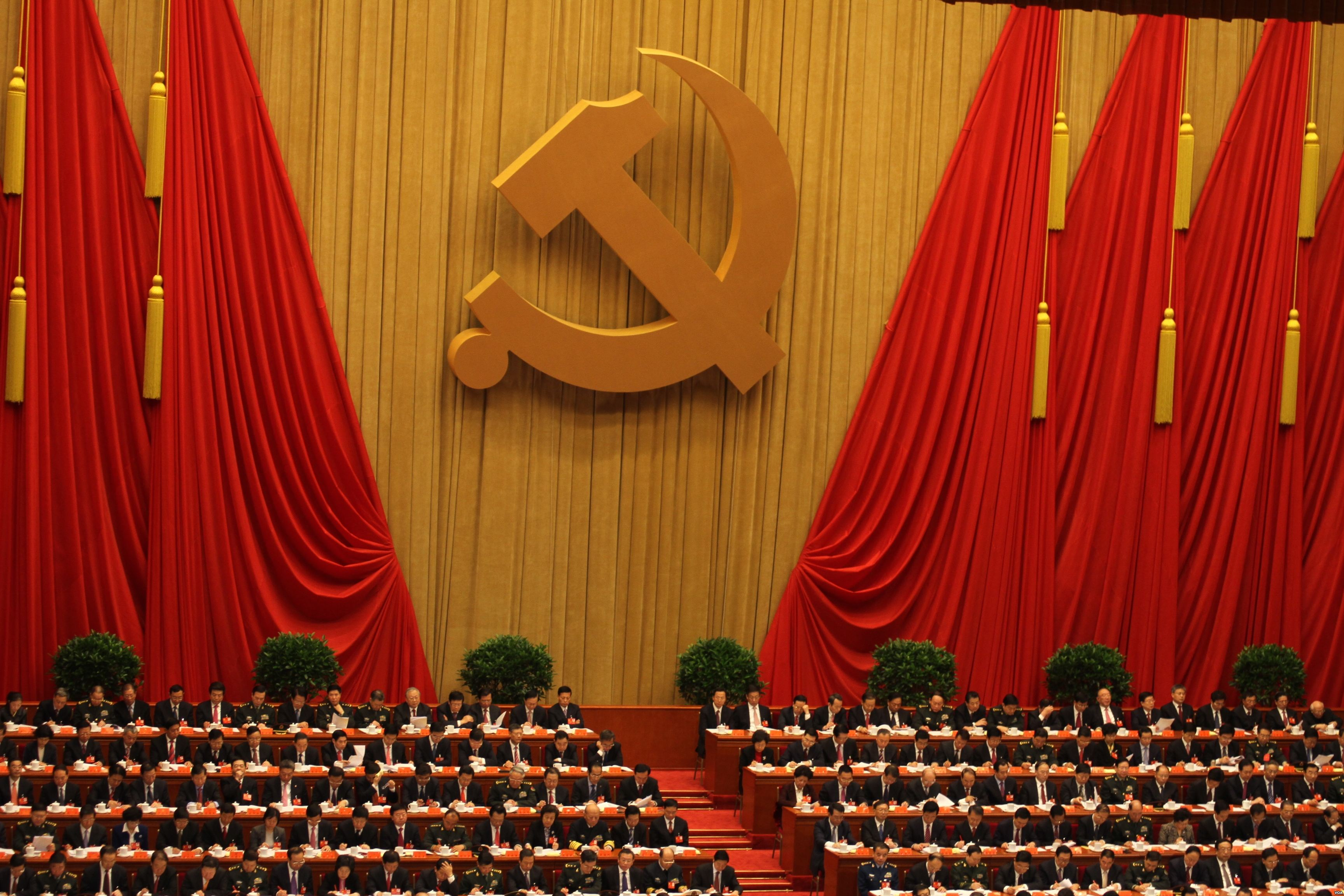
中国共産党第十八回全国代表大会

結成から1949年までのものを以下に掲げる。日付は開始日、カッコ内は開催地。
- 全大会=全国代表大会
- 中全会=中央委員会全体会議

- 1921年7月23日 - 共産党一全大会（上海）、中国共産党成立
- 1922年7月16日 - 共産党二全大会（上海）、コミンテルン加入
- 1923年6月12日 - 共産党三全大会（広州）、国共合作決定
- 1925年1月11日 - 共産党四全大会（上海）
- 1926年7月12日 - 共産党四期三中全会（上海）
- 1927年4月27日 - 共産党五全大会（武漢）
- 1928年6月18日 - 共産党六全大会（モスクワ）
- 1928年7月19日 - 共産党六期一中全会（モスクワ）
- 1928年10月14日 - 湘贛辺界党第二次代表大会（吉安市寧岡県）
- 1929年6月25日 - 共産党六期二中全会（上海）
- 1930年9月24日 - 共産党六期三中全会（上海）
- 1931年1月7日 - 共産党六期四中全会（上海）
- 1931年11月7日 - 中華ソビエト第一次全国代表大会（瑞金）
- 1934年1月15日 - 共産党六期五中全会（瑞金）
- 1935年1月15日 - 遵義会議（中央政治局拡大会議）（遵義）
- 1935年12月17日 - 瓦窯堡会議（中央政治局拡大会議）（延安）
- 1937年8月22日 - 洛川会議（中央政治局拡大会議）（洛川）
- 1938年9月29日 - 共産党六期六中全会（延安）
- 1944年5月21日 - 共産党六期七中全会（延安）
- 1945年4月23日 - 共産党七全大会（延安）
- 1945年6月19日 - 共産党七期一中全会（延安）
- 1949年3月5日 - 共産党七期二中全会（石家荘市平山県）
- 2007年10月15日 - 共産党十七全大会（北京）
- 2012年11月8日 - 共産党十八全大会（北京）
- 2017年10月18日 - 共産党十九全大会（北京）
- 2022年10月16日 - 共産党二十全大会（北京）

## 腐敗
世界最大級の党員を抱えるだけに、党員による汚職・収賄などの腐敗が深刻化している。
2012年10月に規律検査委員会書記の賀国強が、2007年11月から2012年6月までに汚職や職務怠慢などで66万人以上の党員を処分し、このうち2万4000人以上が刑事処分のため司法機関に移送されたことを明らかにした。また、2015年1月から11月に、税金の無駄遣いなどを戒めた「8つの規定」に違反したとして、党幹部など4万3千人が摘発され、2万9千人が処分された。
党幹部の中には子弟をアメリカ合衆国・カナダなどに移住させ、いつでも海外へ逃亡できるよう準備している者も少なくない（→裸官）。また、1,000人以上の幹部が出産旅行によるアンカーベイビーで二重国籍を有している。北京市検察機関は、90年代半ばから、2008年までに、2万人弱の汚職官僚が海外逃亡をし、その際持ち去られた国家資金は8000億元（約12兆円）に達したと述べた。このようなことに対して胡錦濤・習近平政権は幹部の国外逃亡を事前に阻止するため、幹部のパスポート管理や不正の疑いがある者に対して出国制限を課す、既に外国に逃亡している者を現地の政府・治安機関に身柄拘束を要請するなどの対策を打ち出している。近年は、遠隔地の農家を貸し切って宴会を開くなど、発覚を逃れる手法が巧妙化している。

## 日本との関係
党の創立メンバーは創設者の陳独秀（成城学校）や董必武（日本大学）をはじめ、多数が日本への留学経験を有する。マルクス主義理論家の李大釗や東京生まれの廖承志は旧制大学昇格前の早稲田大学で、毛沢東体制で長期にわたり首相（国務院総理）を務めた周恩来も1917年から1919年まで旧制大学昇格前の明治大学で修学している。中国共産党の設立会議である第一次全国代表大会を自宅で開催した李漢俊は東京帝国大学（現在の東京大学）の卒業生であり、当時その会合に日本への留学生の代表として出席した周仏海は京都帝国大学（現在の京都大学）出身だった。
党の対日政策は1935年の抗日戦争の呼びかけに始まる。中国共産党はコミンテルン（ソ連共産党が中核を担う国際共産主義組織）の指示で、当時の国民党の蔣介石政権に抗日戦争を呼びかけて第二次国共合作に導き、日中戦争（当時の日本側の呼称：支那事変）で最後は日本の敗北に至らせた。日本共産党でも中国共産党と協力して抗日運動に協力した例が多く、野坂参三はコミンテルンの日本代表として延安で日本人民反戦同盟を指揮した。
第二次世界大戦で日本が敗北すると（日本の降伏）、スターリン率いるソビエト連邦軍の協力で事実上消滅した旧満洲国の東北部を支配した中国共産党は、当時は国の政権を担っていなかったが満洲国などの日本人指導者層や軍人を戦争犯罪人として拘留した。中国の戦犯管理所に抑留された日本戦犯は合計で1062人、そのうち1017人は1956年に釈放され、日本に帰国した。ほかの45人は1964年4月に全部釈放された。日本に帰った「戦犯」たちは中国帰還者連絡会（中帰連）を結成し、「中日友好」に一役買った。現地に残留した日本人の中に、国共内戦で共産党軍に協力し、1949年10月1日の中華人民共和国成立後も残留する者もいた。ただし、文化大革命が始まると多数の残留日本人は激烈な批判の対象となり、帰国する者も現れた。また、廖承志などの党内の知日派も自己批判を要求され、ほとんど失脚した。
日中共産党の関係は、1950年代前半の日本側の党分裂時代でも維持され、中ソ対立でも日本共産党は当初中華人民共和国側を支持した。しかし、1950年代に徳田球一は中国に亡命して野坂参三とともに北京機関を組織して所感派を立ち上げて中国に亡命しなかった宮本顕治ら国際派と対立した歴史もあり、インドネシアの9月30日事件後の1966年に訪中した宮本顕治は毛沢東と意見が対立し、その後は両党機関紙での激しい非難合戦が続いて、両党の関係は断絶した。日本側の親中派は「日本労働党」、「日本共産党（左派）」、「日本共産党（マルクス・レーニン主義）」（後の労働者共産党）などを結党した。一方、日本社会党との関係は日本初の社会党出身の内閣総理大臣でもある初代党首の片山哲が「中国建国10周年慶祝代表団団長」として訪中し、社会党最後の党首で首相でもあった村山富市も度々中国の軍事パレードに招待されているように、常に強い繋がりを維持していた。社会党は「野党外交」を展開できるメリットがあったともいえる。
1970年代に日本と国交を樹立し（日中国交正常化）、文化大革命が終結すると、廖承志の復権（中日友好協会の初代会長へ就任）や両国指導者の相互訪問の増加などで中国共産党と日本社会との関係は再び深まり、社会党だけでなく、自由民主党や公明党、民社党なども対象としてより多層に広がっていき、平和条約交渉も妥結して日中平和友好条約も締結された。特に1980年代に中国共産党の最高指導者だった胡耀邦は党内親日派として当時の日本の中曽根康弘首相と友好関係を保っていたことから国交正常化後に日中関係が最も安定した時代とされた（政府は鄧小平が実権を握っていた）。日本では1995年頃から日本社会党の勢力が後退した。その為中国共産党は日本共産党との和解を模索し始め、1998年に日本共産党幹部会委員長（当時） 不破哲三の訪中で両国共産党の関係も正常化した。2005年、若手幹部が訪日し、両党で理論交流を行うなど、活発な交流を行っている。自民党と公明党とは日中与党交流協議会、民主党（現・国民民主党）とは日中交流協議機構を設置している。
2015年現在の中国共産党の対日担当者は党中央委員 唐家璇（国務委員、元外相）などのように、日本と中華人民共和国の間の国交が無い時代の中華人民共和国国内で研修を積んだ世代が中心であり、2010年代後半以降からは再び国交回復後の日本留学者が多く関わってくることが予測される。例えば、習李体制では国交正常化後に東大で工学博士号を取得した胡和平のような日本への留学経験者も党中央委員に選ばれている。
2021年7月1日の中国共産党建党100周年記念式典では、政党として自民党二階俊博幹事長・立憲民主党の枝野幸男代表・公明党の山口那津男代表・社民党の福島瑞穂党首が祝辞を送った他、個人として河野洋平・小沢一郎が祝辞を出した。
「中共」は中国共産党の正式な略称であるが、ウィンドウズに使用されているマイクロソフトIMEやATOKなどの日本語入力システムでは、出荷時に「中共」という単語が辞書登録されておらず、初期状態では「ちゅうきょう」を「中共」に漢字変換出来ない。

## その他
- 七上八下 ‐ 最高指導部のメンバーが党大会の際に68歳以上なら引退するという暗黙のルール[85]。
- 内部参考（中国語版） ‐ 新華社が共産党以外に公開しない資料を発行しており、階級によってアクセスできる内容が異なる。
- 双規 - 中国共産党中央紀律検査委員会による官僚及びその関係者に対する強制捜査・身柄拘束・事情聴取のこと。双規というのは、「汚職・反党など党規約違反の疑いのある党員が、党規律検査委員会に規定された時間・規定された地点で、党規約違反に疑われる事件の詳細を自白する」ということ。「双規」の期間中で、調査される側の一部の法的権利（例えば弁護士に面会する）を実質認めない。「双規」が終わってから通常の流れは、調査された党員が党籍剥奪などの党内処分を受けた上、司法機関に移送され本格の裁判を受ける。

## 関連項目

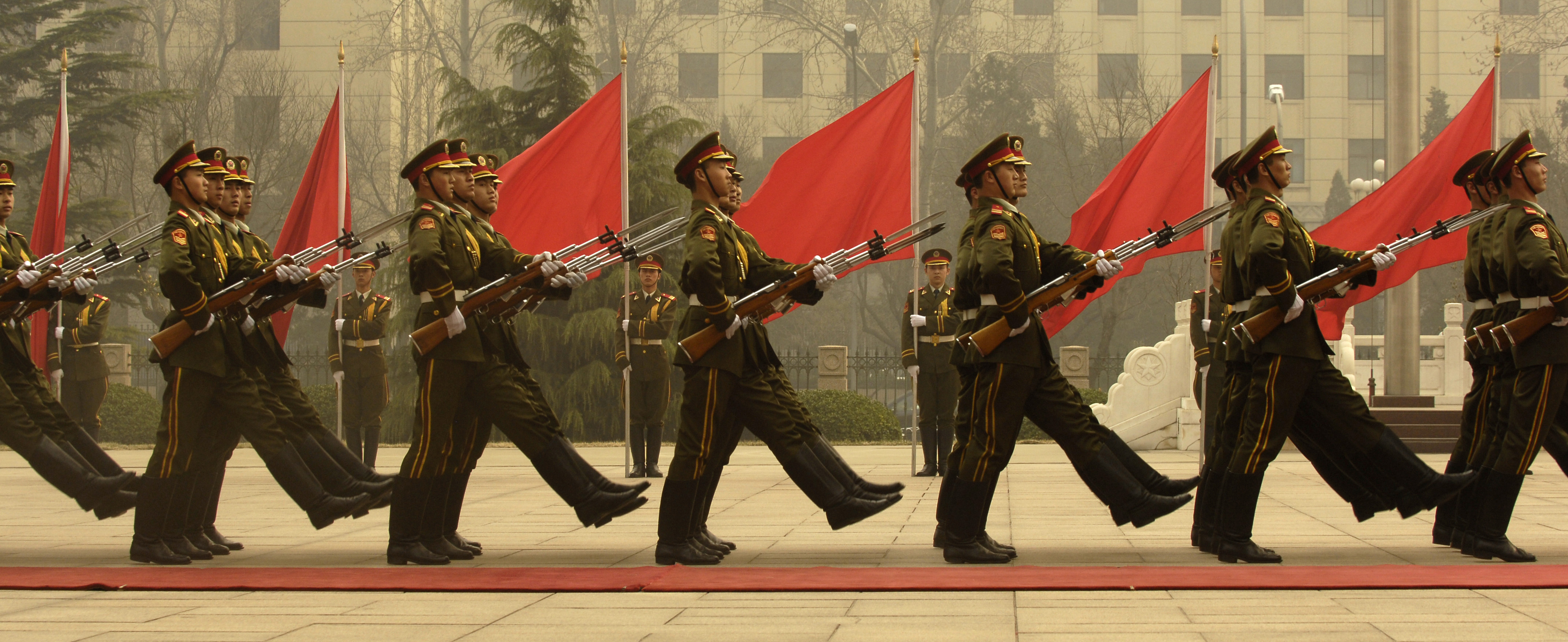
中国人民解放軍